# Nacktbein-Kreischeule
Die Nacktbein-Kreischeule (Megascops clarkii, Synonym: Otus clarkii), auch Nacktbeineule genannt, ist eine ausschließlich in Zentralamerika vorkommende Art aus der Familie der Eigentlichen Eulen.

## Erscheinungsbild
Mit einer Körpergröße von etwa 24 Zentimetern ist die Nacktbein-Kreischeule innerhalb ihrer Gattung eine mittelgroße bis große Art. Sie hat kurze Federohren und einen auffällig großen Kopf. Ein Drittel der Läufe ist nicht befiedert, was zu der Bezeichnung Nacktbein-Kreischeule geführt hat. Das Gefieder ist rötlichbraun. Die Körperunterseite weist dunkle Längs- und Querstreifen sowie weißliche, fast quadratische Flecken auf. Die Augen sind blassgelb.
Es bestehen innerhalb des Verbreitungsgebietes kaum Verwechslungsmöglichkeiten. Alle Kreischeulen, die im selben Verbreitungsgebiet vorkommen, haben bis zu den Zehen befiederte Läufe.

## Verbreitung und Lebensraum
Das Verbreitungsgebiet der Nacktbein-Kreischeule ist verhältnismäßig klein. Sie kommt in Zentralamerika nur von Costa Rica bis nach Panama und in den äußersten Nordwesten Kolumbiens vor. Sie ist ein Standvogel, der Nebelwälder in Höhenlagen zwischen 900 Meter bis 2350 Meter über NN besiedelt. Sie präferiert als Lebensraum dichte Primärwälder sowie Waldränder, findet sich aber auch gelegentlich in lichteren Wäldern.

## Lebensweise
Die Nacktbein-Kreischeule ist eine nachtaktive Eulenart. Sie übertagt im dichten Blattwerk von Bäumen. Ihr Nahrungsspektrum umfasst große Insekten und kleine Säugetiere. Sie ist tendenziell eine eher soziale Eulenart und wird gelegentlich in kleineren Trupps beobachtet. Das gilt sogar während der Fortpflanzungsperiode.
Vermutlich brütet die Nacktbein-Kreischeule in Baumhöhlen. Die Eiablage fällt in den Zeitraum Februar bis Mai. Ansonsten ist ihre Fortpflanzungsbiologie noch nicht besonders gut untersucht.